# Deslizamento de terra em Enga em 2024
O deslizamento de terra em Enga em 24 de maio de 2024, ocorreu em Mulitaka, Papua Nova Guiné. Mais de 2 000 pessoas foram consideradas mortas; no entanto, apenas seis corpos foram recuperados. Muitos outros estão desaparecidos, incluindo cerca de 2 500 nas aldeias de Kaokalam e Tulipana apenas. Este é o desastre natural mais mortal do país e o deslizamento de terra mais mortal globalmente desde a tragédia de Vargas.

## Contexto
A Papua-Nova Guiné tem regularmente experienciado deslizamentos de terra fatais devido ao seu terreno montanhoso, clima, pobreza e má gestão governamental. Em 2024, o país viu intensas chuvas e inundações. Um deslizamento de terra em abril matou 14 pessoas, enquanto outro, um mês antes, matou pelo menos 21.

### Causa
Em 18 de maio, ocorreu um sismo de magnitude 4,5 a 105 km (65 mi) a oeste do local do deslizamento de terra. Este atingiu 126,2 km (78,4 mi) abaixo da superfície. Um morador local disse que isso pode ter causado o deslizamento de terra. A Cruz Vermelha disse que não havia indicação de que o terremoto o causou, atribuindo-o em vez disso à mineração de ouro ou às fortes chuvas.

## Impacto
O deslizamento de terra ocorreu aproximadamente às 03h00 PGT em 24 de maio (17h00 UTC em 23 de maio), após uma grande quantidade de detritos ser deslocada das encostas de calcário do Monte Mungalo. Ele destruiu seis vilarejos em Maip Muritaka Rural LLG. Só na vila de Kaokalam, dezenas de casas foram destruídas e cerca de 300 pessoas morreram. O deslizamento bloqueou uma rodovia próxima à Mina de Ouro de Porgera e destruiu 150 metros (490 pé) da rodovia principal que leva a Kaokalam, causando preocupações sobre o fornecimento de combustível e bens. Aproximadamente 3 000 pessoas ficaram desaparecidas na vila de Yambali, com outras 2 000 enterradas em Tulipana, embora o número exato de desaparecidos permanecesse desconhecido. A rodovia que liga a Port Moresby, a capital, também foi bloqueada. Plantações que forneciam alimentos para a vila e seus três riachos foram soterradas e destruídas. Um oficial da Organização Internacional para as Migrações estimou que a área coberta pelo deslizamento era equivalente a "três a quatro campos de futebol". Estimou-se que os detritos tinham entre 6 metros (20 pés) e 8 metros (26 pés) de profundidade.
Estimativas não oficiais do número de mortes variam muito, com Sky News e outras fontes sugerindo 670 mortos e o Papua New Guinea Post-Courier apontando mais de 1 000 mortes. Esses números não foram confirmados por funcionários do governo. Mais de 4 000 pessoas foram diretamente afetadas. Cinco corpos e uma perna de uma sexta vítima foram recuperados. Sete pessoas ficaram feridas e outras quatro foram resgatadas, enquanto 1 182 casas foram relatadas como destruídas ou enterradas, deslocando cerca de 1 250 pessoas. Acredita-se que mais de 5 000 porcos, 100 lojas e cinco veículos também foram enterrados, assim como dois centros de saúde. Adicionalmente, 250 casas foram condenadas devido às condições instáveis do solo, deslocando cerca de 1 250 pessoas.

## Consequências
Minha esposa e eu ficamos profundamente chocados e entristecidos ao saber do devastador deslizamento de terra em Enga e da trágica perda de tantas vidas, casas e plantações. [...] Tenho fé de que suas comunidades se unirão para apoiar os sobreviventes e a recuperação nessas circunstâncias dolorosas.

Carlos III, 2024
O Primeiro-Ministro James Marape anunciou que as Forças de Defesa da Papua Nova Guiné foram enviadas ao local para realizar trabalhos de socorro, recuperar corpos e reconstruir infraestruturas destruídas. Polícia, médicos, engenheiros e pessoal das Nações Unidas também foram despachados, enquanto alguns moradores locais atuaram como primeiros socorristas. Ao anoitecer, os socorristas no local utilizaram uma escavadora mecânica e ferramentas na tentativa de localizar sobreviventes.
A agência humanitária internacional CARE e a Sociedade da Cruz Vermelha da Papua Nova Guiné afirmaram que estavam avaliando a situação. A CARE posteriormente afirmou que cerca de 4 000 pessoas precisavam de ajuda humanitária após o desastre, incluindo indivíduos deslocados durante os conflitos intertribais em fevereiro de 2024. Austrália e Estados Unidos disseram estar preparados para ajudar nos esforços humanitários. O trabalho de resgate foi prejudicado por grandes rochas e árvores caídas, com a Cruz Vermelha estimando que levaria até dois dias para a assistência humanitária chegar. Segundo a ABC News, apenas helicópteros poderiam acessar Kaokalam. Comboios humanitários foram enviados por estrada da capital provincial Wabag em direção à zona de desastre a partir de 25 de maio e foram escoltados pelas Forças de Defesa da Papua Nova Guiné devido aos confrontos intertribais em Tambitanis, que fica ao longo do caminho, e onde oito pessoas foram mortas e 35 casas e empresas foram incendiadas na violência. O Ministro da Defesa, Billy Joseph, e o diretor do Centro Nacional de Desastres da PNG, Laso Mana, anunciaram planos para visitar Wabag em 26 de maio para avaliar os esforços de recuperação.